# Deltochilum loperae
Deltochilum loperae är en skalbaggsart som beskrevs av González och Molano 2010. Deltochilum loperae ingår i släktet Deltochilum och familjen bladhorningar. Inga underarter finns listade i Catalogue of Life.